# فیلیپ پارما
فیلیپ (به اسپانیایی:Felipe، ایتالیایی:Filippo)؛ (زادهٔ ۱۵ مارس ۱۷۲۰ – درگذشتهٔ ۱۸ ژوئیه ۱۷۶۵)؛ یک اینفانته اسپانیایی بود که از ۱۸ اکتبر ۱۷۴۸ تا زمان مرگش در سال ۱۷۶۵ به عنوان دوک پارما سلطنت کرد. او به عنوان دومین پسر فلیپه پنجم، پادشاه اسپانیا و الیزابت فارنزه در مادرید به دنیا آمد. او در نتیجه پیمان اکس لا شاپل در سال ۱۷۴۸، دوک پارما و پیاچنزا شد. این دوک‌نشین قبلاً توسط برادر بزرگ فیلیپ، کارلوس پادشاه آینده اسپانیا و اجداد مادری آنها اداره می‌شد. فیلیپ خاندان بوربون-پارما، یک شاخه فرعی از خاندان بوربون را تأسیس کرد. او پسرعموی اول و داماد پادشاه فرانسه لوئی پانزدهم بود.